# Матесалка
Матесалка (мађ. Mátészalka) град је у Мађарској. Матесалка је други по величини град у оквиру жупаније Саболч-Сатмар-Берег.
Град има 17.557 становника према подацима из 2004. године.

## Географија
Град Матесалка се налази у крајњем североисточном делу Мађарске. Од престонице Будимпеште град је удаљен око 270 километара источно, а од најближег већег града, Њиређхазе, 50 километара североисточно. Град се налази у североисточном делу Панонске низије и нема излаз на реку или језеро.

## Партнерски градови
- Оберкохен
- Zevenaar
- Виторија
- Мукачеве
- Кареј

## Галерија
- Градска кућа
- Католичка црква
- Реформатска црква